# Broca-do-café
Broca-do-café é o nome popular  do besouro cuja larva se alimenta das sementes do cafeeiro. O nome científico é Hypothenemus hampei, inseto coleóptero da família dos escolitídeos, que perfura os frutos do cafeeiro, onde deposita seus ovos; ao eclodirem, as larvas se alimentam das sementes, destruindo-as completamente ou danificando-as.
É originário da África e espalhou-se por quase todas as regiões produtoras de café (inclusive o Brasil).
O combate da broca se dá pela pulverização de inseticidas (controle químico) e coleta dos frutos de café remanescentes nas plantas após a colheita (controle cultural).
Ada Rogato foi pioneira em voos de fumigação no combate à broca-do-café.